# Chauchailles
Chauchailles ist eine französische Gemeinde mit 80 Einwohnern (Stand: 1. Januar 2022) im Département Lozère in der Region Okzitanien (vor 2016 Languedoc-Roussillon). Sie gehört zum Kanton Peyre en Aubrac und zum Arrondissement Mende.
Sie grenzt im Nordwesten an Anterrieux, im Norden an Saint-Juéry, im Osten an Noalhac, im Südosten an Saint-Laurent-de-Veyrès, im Süden an Brion und im Südwesten an Saint-Rémy-de-Chaudes-Aigues.

## Bevölkerungsentwicklung
| Jahr      | 1962 | 1968 | 1975 | 1982 | 1990 | 1999 | 2008 | 2018 |
| --------- | ---- | ---- | ---- | ---- | ---- | ---- | ---- | ---- |
| Einwohner | 148  | 126  | 135  | 133  | 118  | 97   | 96   | 87   |